# Scincella vandenburghi
Scincella vandenburghi ist eine in Korea und auf der japanischen Insel Tsushima verbreitete Skinkart der Gattung Scincella aus der Unterfamilie Sphenomorphinae. Im englischen Sprachraum wird die Art als Tsushima smooth skink („Tsushima-Glattskink“) bezeichnet.

## Merkmale und Lebensweise

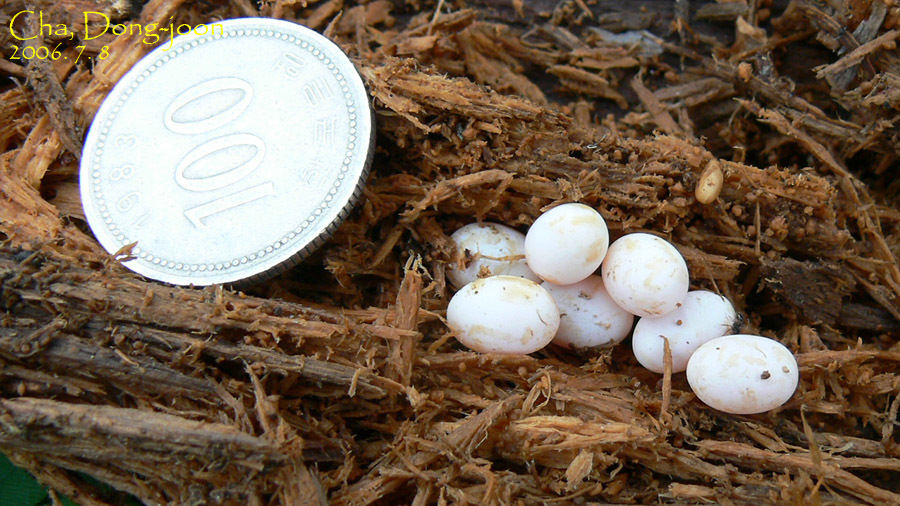
Eier von Scincella vandenburghi im Größenvergleich

Scincella vandenburghi ist eine kleine Skinkart. Sie weist einen dunklen Längsstreifen an beiden Körperseiten auf, der von der Schnauze über die Augen bis zum Schwanz verläuft. Der Streifen fällt schmaler aus als bei der ebenfalls in Korea verbreiteten Art Scincella huanrenensis.
Auf Tsushima ist sie sowohl in Wäldern an der Küste als auch in den Hügeln im Inneren der Insel verbreitet. Dort lebt sie terrestrisch. In Korea ist sie in verschiedenen Lebensräumen zu finden, darunter feuchte Waldböden und landwirtschaftliche Flächen. Die Weibchen legen im Frühsommer Gelege von 1 bis 9 Eiern.

## Verbreitungsgebiet und Gefährdungsstatus

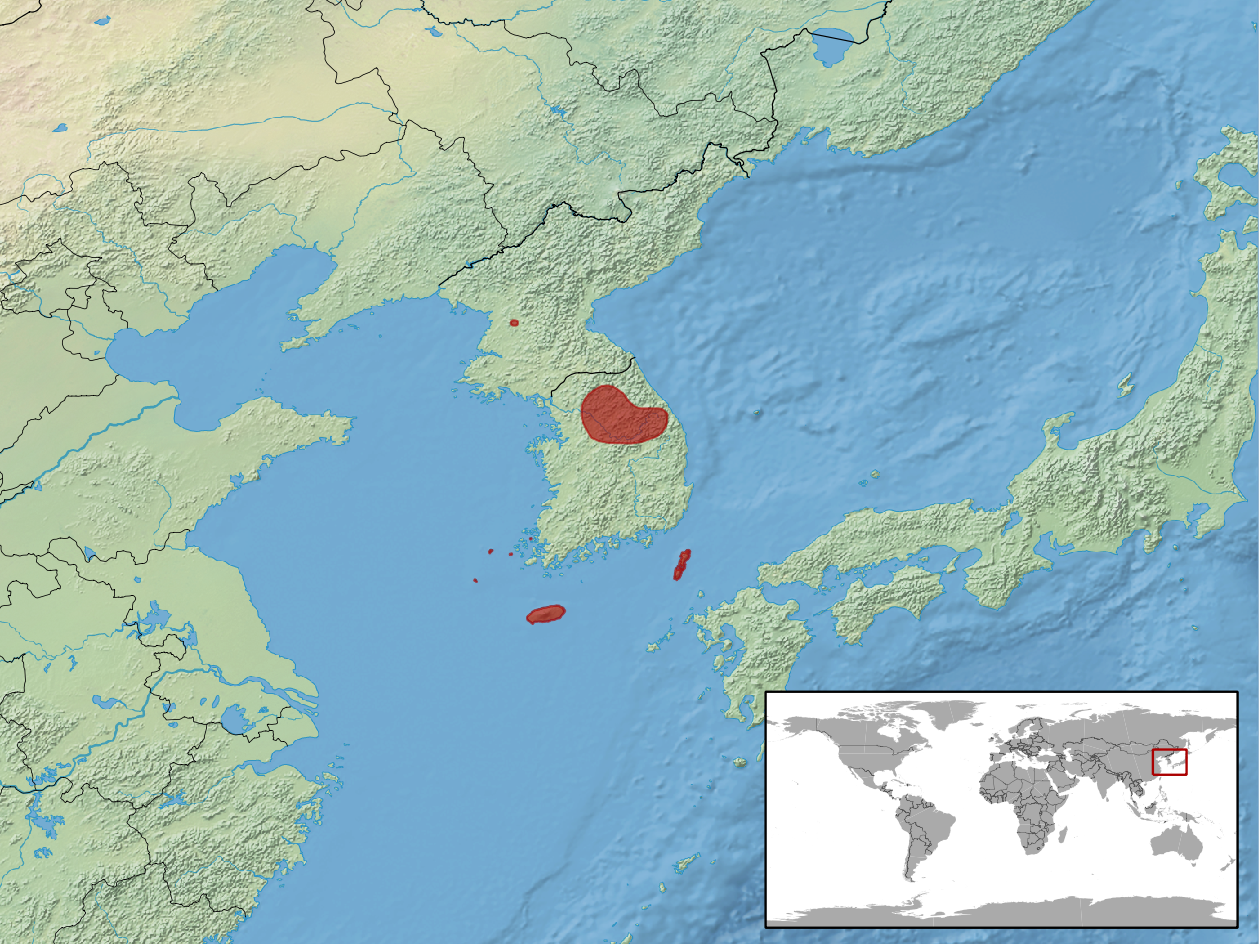
Verbreitungsgebiet, Stand 2012

Scincella vandenburghi ist auf der koreanischen Halbinsel verbreitet. Darüber hinaus kommt sie auf der südkoreanischen Insel Jeju-do und einigen kleineren Inseln im Südwesten Koreas sowie auf der in der Koreastraße gelegenen japanischen Insel Tsushima vor.
Die IUCN und das Japanische Umweltministerium stufen die Art als nicht gefährdet („least concern“) ein, da sie ein weites Verbreitungsgebiet aufweist. Ein Rückgang an geeigneten Lebensräumen durch Landentwicklungen wird jedoch erwartet.

## Systematik
Die Art wurde 1927 von dem US-amerikanischen Herpetologen Karl Patterson Schmidt als Leiolopisma vandenburghi erstbeschrieben. Das Artepitheton vandenburghi ist dem Herpetologen John Van Denburgh gewidmet. Die Art wurde 1974 von Allen Eddy Greer in die Gattung Scincella transferiert. Sie galt lange Zeit als auf Tsushima endemisch, bis Chen et al. 2001 die Arten der Gattung Scincella auf der koreanischen Halbinsel nach morphologischen Merkmalen taxonomisch untersuchten und die Populationen auf Tsushima, in Südkorea und einigen koreanischen Inseln als konspezifisch erkannten. Scincella vandenburghi wurde in der Vergangenheit von Ouboter und anderen Autoren als Synonym der Art Scincella modesta betrachtet.
Eine weitere in Japan verbreitete Art derselben Gattung ist Scincella boettgeri. Diese ist auf den südlichen Ryūkyū-Inselgruppen der Yaeyama-Inseln und Miyako-Inseln verbreitet.